# بيتر دان (عسكري)
بيتر دان (بالإنجليزية: Peter Dunn)‏ هو عسكري أسترالي، ولد في 14 أبريل 1947 في بالارات في أستراليا.